# توني ماكلوكين (سياسي)
توني ماكلوكين (بالإنجليزية: Tony McLoughlin)‏ هو سياسي أيرلندي، ولد في 19 يناير 1949 في جمهورية أيرلندا. حزبياً، نشط في فاين جايل. وقد في الانتخابات العمومية الأيرلندية 2011 ‏، انتخب نائب دييل عن دائرة Sligo–North Leitrim (Dáil constituency) ‏ وقد انضم خلال فترته النيابية ‏ (9 مارس 2011 – 3 فبراير 2016)  للكتلة البرلمانية فاين جايل وفي 2016 Irish general election ‏، انتخب نائب دييل عن دائرة Sligo–Leitrim ‏ وقد انضم خلال فترته النيابية ‏ (10 مارس 2016 – )  للكتلة البرلمانية فاين جايل.